# Kanamara Matsuri

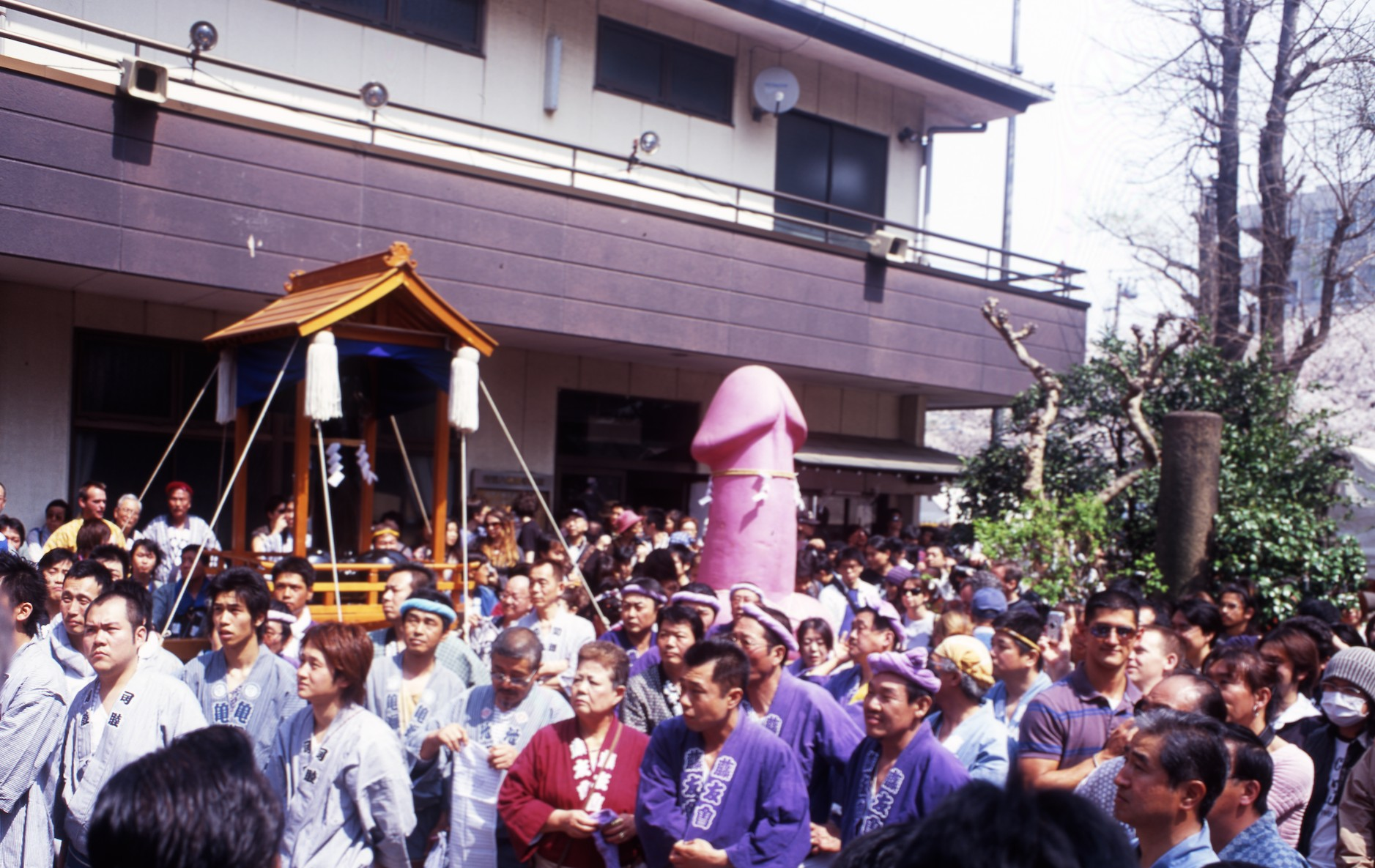
Een vrolijke menigte verzamelt zich rond een fallus.

Kanamara Matsuri (かなまら祭り, "IJzeren fallus-festival) is een jaarlijks terugkerend shinto vruchtbaarheidsfeest dat in de lente in en rond het Kanayama-schrijn (金山神社) in Kawasaki, Japan, wordt gehouden. De precieze datum verschilt per jaar, maar de hoofdfestiviteiten vallen op de eerste zondag in april. Het hoofdthema van het festival is de penis, die aldaar in verschillende vormen en maten terug te vinden is. Deze is onder meer afgebeeld in snoepgoed, op affiches, gebeeldhouwde groenten, decoratie en in een Mikoshi parade.
De Kanamara Matsuri concentreert zich rond een penis-aanbiddend heiligdom dat vroeger erg populair was bij de plaatselijke prostituees, die aldaar baden voor bescherming tegen geslachtsziekten. Daarnaast zou van de penisveneratie aldaar ook goddelijke heil te verwachten zijn voor de zaken, de welvaart van de clan en daarnaast ook goed zijn voor het huwelijk en de echtelijke harmonie. 